# Nove vite
Nove vite (Ni liv) è un film del 1957 diretto da Arne Skouen. 
Fu candidato all'Oscar al miglior film straniero.

## Trama
In un ospedale, la stenografa incaricata di raccogliere la testimonianza del degente Jan Baalsrud inizia ad ascoltare il suo resoconto.
Un drappello di combattenti norvegesi, provenienti dalle Shetland  sbarca sulla costa della madrepatria per portare a termine una missione di sabotaggio contro gli occupanti nazisti, durante la seconda guerra mondiale. Essi vengono traditi dal collaborazionista Hansen, cosicché i tedeschi li attaccano: i norvegesi riescono a far saltare la propria imbarcazione prima di disperdersi sulla terraferma, dove sono facile bersaglio dei soldati del Reich, che in breve tempo li decimano. Solo uno di loro sfugge al fuoco nemico, Jan Baalsrud, che, da allora, costantemente sotto il mirino dei tedeschi, inizia la propria odissea per portarsi verso la neutrale Svezia.
La prima ad accoglierlo nella propria casa, sfidando la sorveglianza nazista, è la levatrice locale, che comincia a prestargli aiuto. Ma Jan, consapevole di costituire un rischio per i civili che hanno contatti con lui, lascia la sua abitazione in fretta per incamminarsi verso la catena montuosa di confine. Giunge sfinito alla baita di Henrik, che gli offre un passaggio in barca e lo munisce di sci per continuare la fuga.
Dopo una settimana di marcia sotto la neve, afflitto da tormente, slavine e miraggi, colpito da cecità da neve e con un principio di congelamento arriva alla casa di Agnes e Martin, che abitano col loro figlioletto piccolo ed il nonno. Qui, mentre si aspetta invano il dottore, impossibilitato a muoversi con la celerità richiesta, Jan arriva addirittura ad amputarsi da sé stesso le dita dei piedi, ormai in gangrena. Da allora, momentaneamente cieco ed impossibilitato a camminare, sarà portato a peso da diversi abitanti del villaggio su una slitta, a modo di barella, su per gli aspri pendii nevosi delle montagne che lo separano dalla Svezia. I conduttori di slitta possono trasportarlo solo per poche ore al giorno, per non far nascere sospetti presso i nazisti, che pattugliano i dintorni e compiono ispezioni casa per casa.
Il primo giorno, giunti in quota, abbandonano Jan, assicurato alla slitta, in una buca nella neve, dandosi appuntamento per il giorno dopo, per continuare il viaggio. Ma una serie di circostanze impedisce ai soccorritori di tornare da Jan per un'intera settimana, per cui quando Agnes e Martin risalgono la montagna sono convinti di trovare un cadavere. Ma Jan è sorprendentemente ancora vivo, e, tutto sommato, lucido. lo stesso modo di procedere viene adottato nelle settimane seguenti, con Jan di volta in volta depositato in una buca a sempre maggior quota e rifornito di vettovaglie, nel tacito consenso di gran parte della popolazione locale.
Jan, dopo lunghi giorni, nella sua buca, colto da allucinazioni, presentendo la sua vita futura, sempre ammettendo che ve ne sia una, come disabile, pensa più di una volta di spararsi con l'arma che ha sempre con sé. Un giorno una figura con un variopinto abbigliamento fa capolino nel bivacco di Jan, che fatica a rendersi conto che si tratta di una persona in carne ed ossa: è un pastore lappone, d'accordo con i soccorritori, che sta conducendo il proprio gregge oltre il monte, per la tradizionale transumanza . Adagiato sulla slitta trainata dalle renne Jan copre l'ultimo tratto che lo separa dalla Svezia, mentre i tedeschi gli sono alle calcagna fino all'ultimo minuto.